# Marhanets
Marhanets (em ucraniano:   Марганець) é uma cidade da Ucrânia, situada no Oblast de Dnipropetrovsk. Tem 37 km² de área e sua população em 2020 foi estimada em 46.097 habitantes.